# Гойнгарейп
Гойнгарейп (нід. Goingarijp) — село в нідерландській провінції Фрисландія. Входить до муніципалітету Фріске-Маррен.
Його площа становить 9,29 км², а населення станом на 2021 рік складало 250 осіб.
Перша згадка про населений пункт датується 13-им сторіччям.

## Галерея

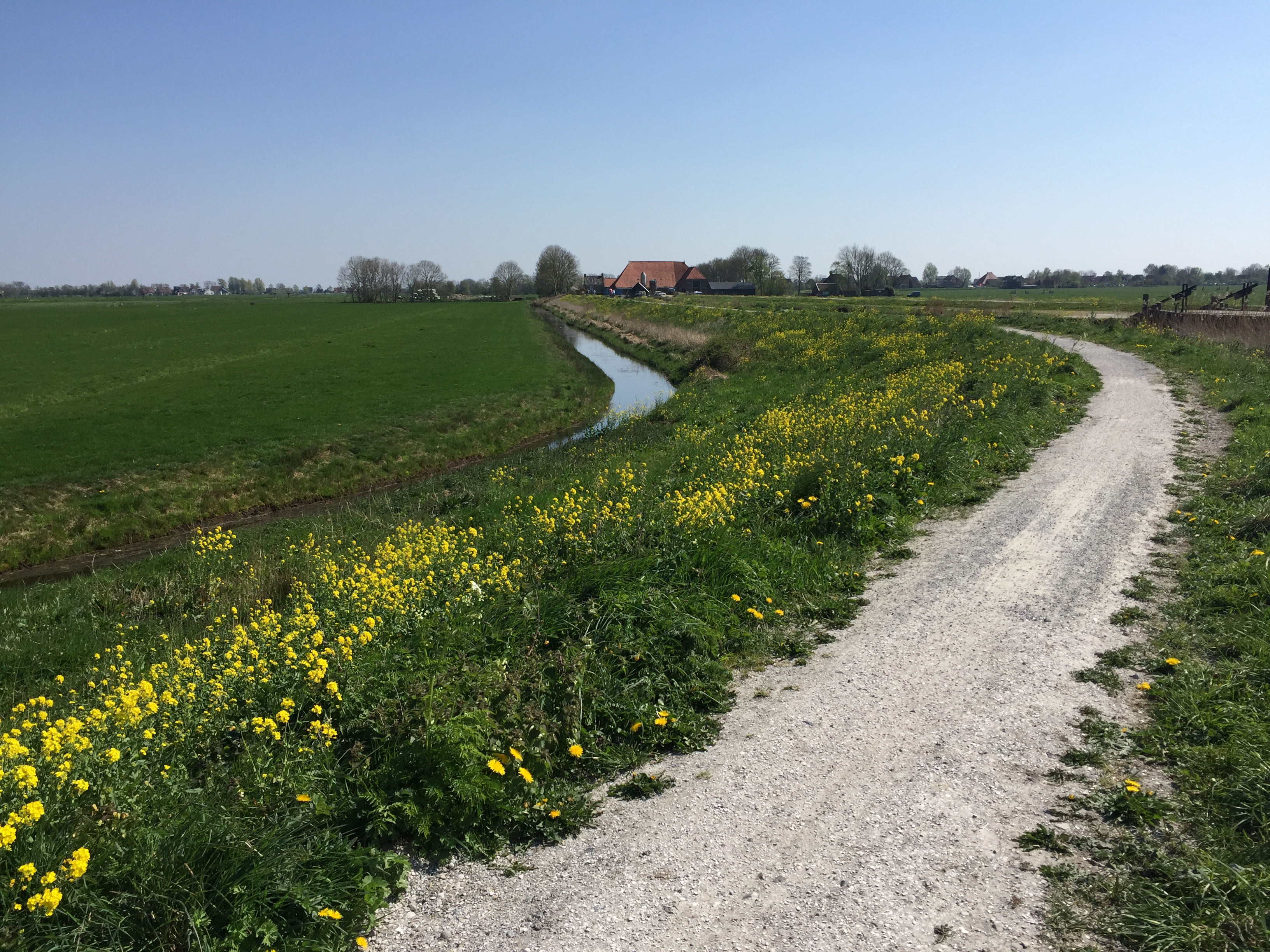
Околиця села
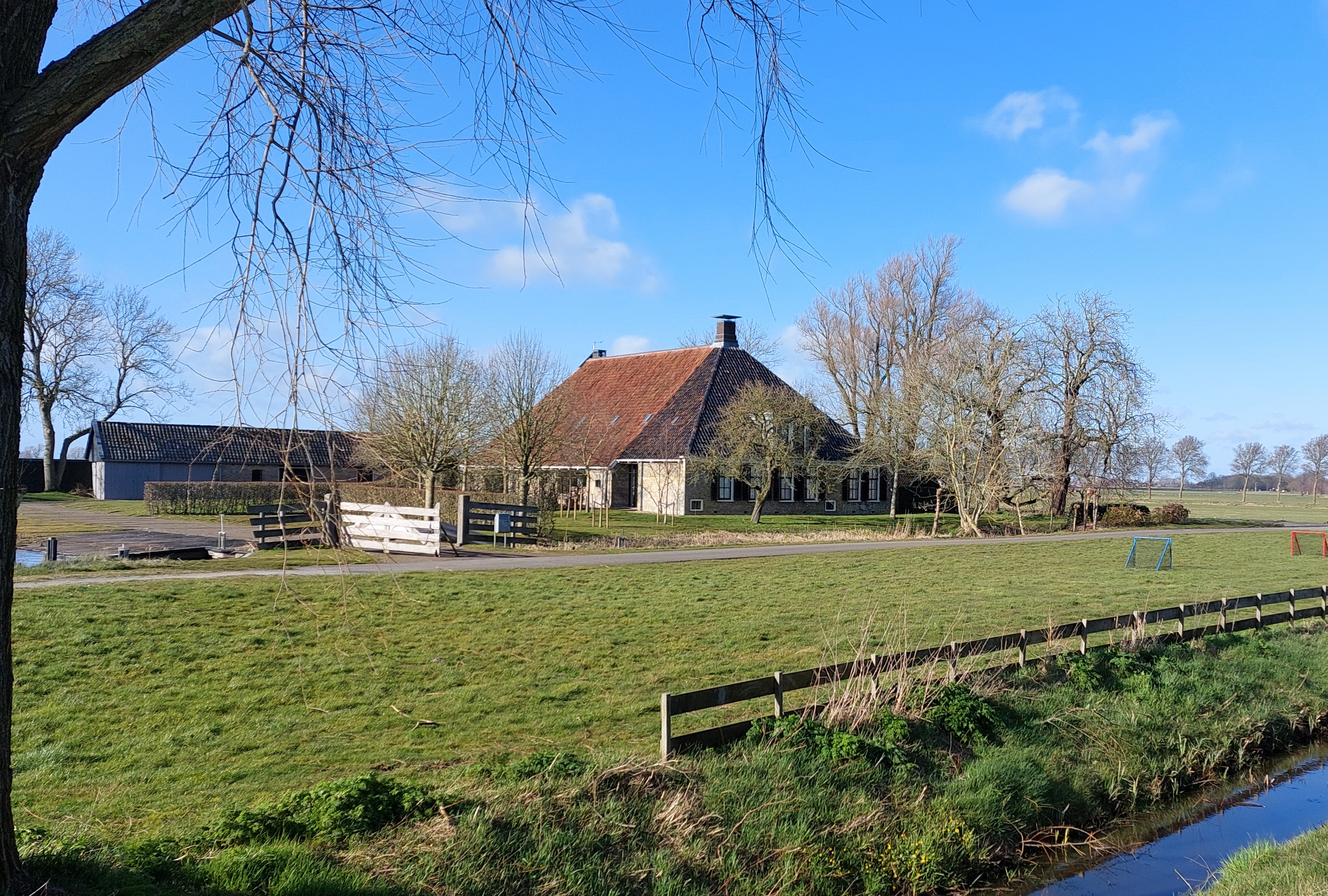
Ферма поблизу села
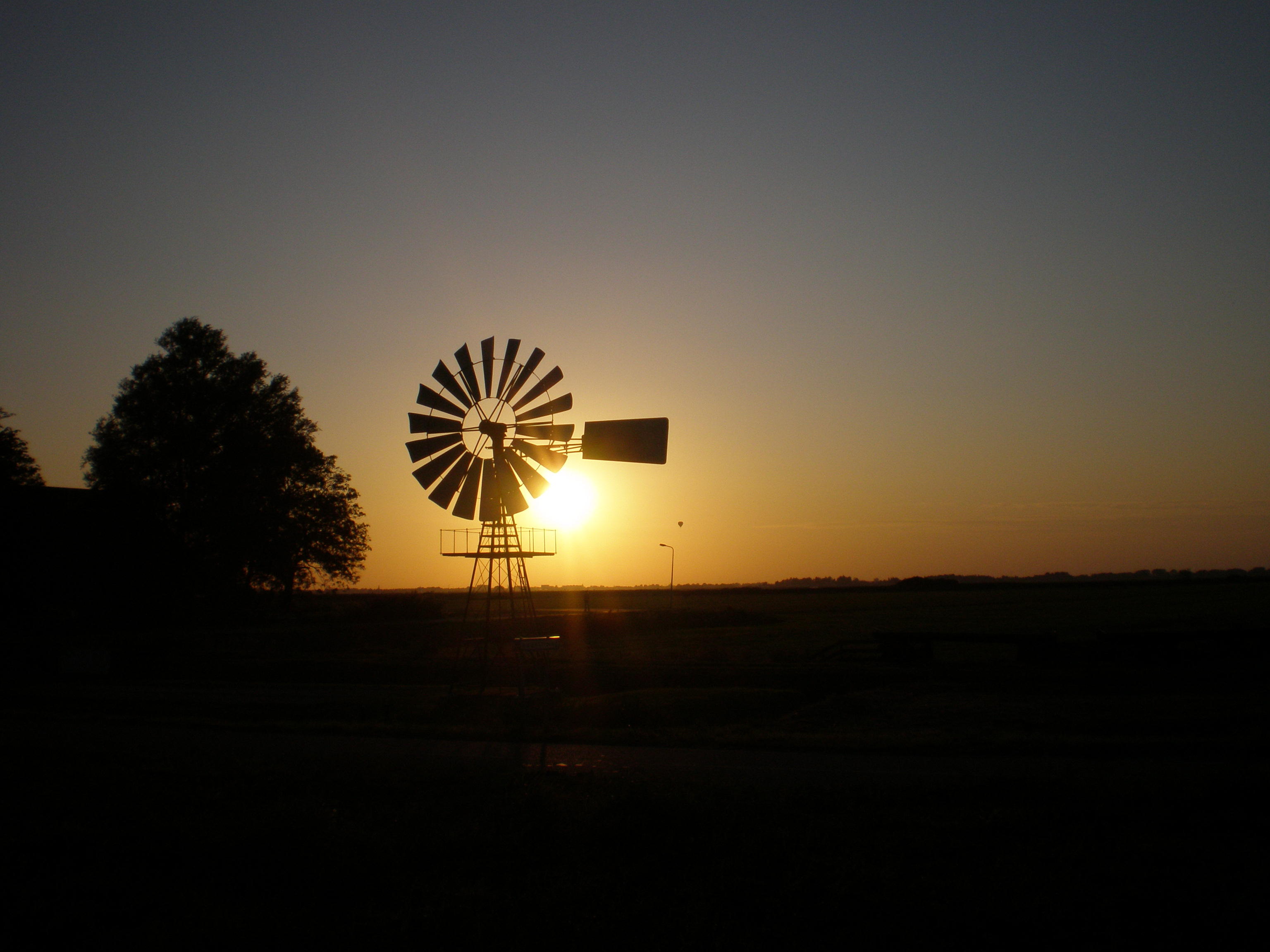
Захід сонця у селі
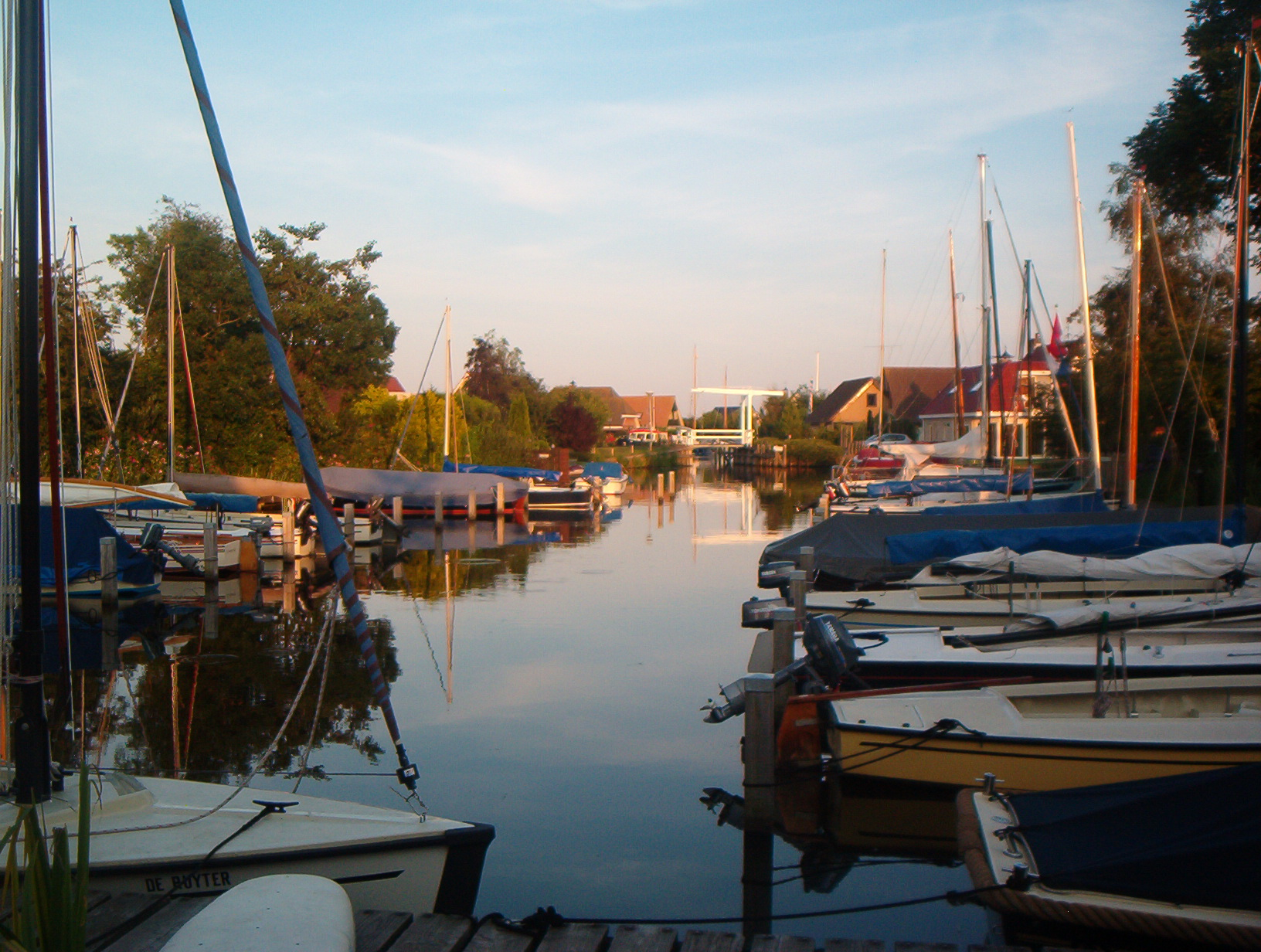
Гавань